# Purpuricenus medici
Purpuricenus medici es una especie de escarabajo longicornio del género Purpuricenus, tribu Trachyderini, familia Cerambycidae. Fue descrita científicamente por Bertoloni en 1849.
Se distribuye por Zimbabue, Tanzania, Zambia, Senegal, Guinea-Bissau, Namibia, Malaui, República Democrática del Congo, Mozambique, Angola, Etiopía y República Sudafricana. Mide 12-22 milímetros de longitud. El período de vuelo ocurre en los meses de octubre y noviembre.